# Alpha Virginis
Alpha Virginis (tiếng Anh: Spica, α Vir / α Virginis / Alpha Virginis) là ngôi sao sáng nhất trong chòm sao Thất Nữ (Virgo), và là một trong những sao sáng nhất trên bầu trời ban đêm.

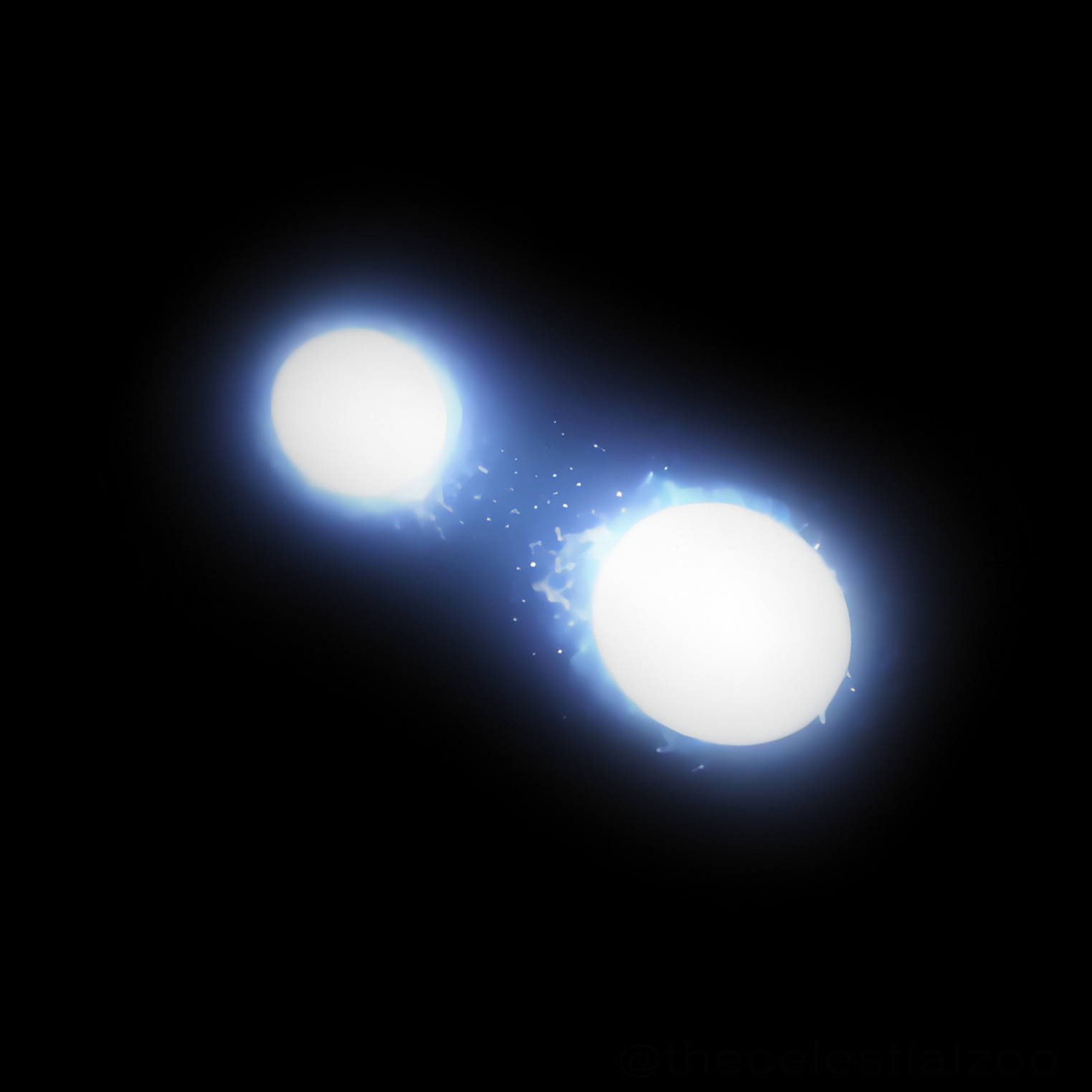
Hình vẽ giả tưởng về hệ sao Alpha Virginis

Alpha Virginis được coi là ngôi sao đã cung cấp cho Hipparchus (nhà thiên văn Hy Lạp sống vào khoảng 190-120 TCN) các dữ liệu để giúp ông phát hiện ra tuế sai của các điểm phân. Một ngôi đền thờ Menat (hay Hathor) ở Thebes đã được định hướng theo sao Giác khi nó được xây dựng vào năm 3200 TCN và theo thời gian, tuế sai đã tạo ra sự thay đổi nhỏ nhưng có thể nhận thấy trong việc định vị sao Giác một cách tương đối theo ngôi đền. Nicolaus Copernicus đã thực hiện rất nhiều quan sát về sao Giác bằng các thiết bị thiên văn tự tạo để nghiên cứu về tuế sai.
Tên tiếng Anh của nó là Spica, có nguồn gốc từ tiếng Latinh spīca virginis hay "bông lúa của Virgo" (thông thường hiểu là lúa mì).
Alpha Virginis là sao đôi che lẫn nhau giống như Algol. Độ sáng biểu kiến của nó nằm trong khoảng +0,92 tới +0,98, với chu kỳ 4,0142 ngày. Sự thay đổi nhỏ về độ sáng này là đủ để quan sát được.
Nằm gần với mặt phẳng quỹ đạo Trái Đất, Alpha Virginis có thể bị che khuất bởi Mặt Trăng và đôi khi (tuy rất hiếm) bởi các hành tinh của hệ Mặt Trời. Lần cuối cùng nó bị một hành tinh che khuất diễn ra khi Sao Kim đi ngang qua phía trước ngôi sao này (quan sát từ Trái Đất) vào ngày 10 tháng 11 năm 1783. Lần che khuất kế tiếp sẽ diễn ra vào ngày 2 tháng 9 năm 2197, khi Sao Kim một lần nữa đi ngang qua phía trước sao Alpha Virginis.
Cách dễ nhất để tìm Alpha Virginis là đi theo vòng cung của cán của Gấu Lớn (chòm Đại Hùng) tới Arcturus (sao α Boo / α Boötis / Alpha Boötis của chòm sao Mục Phu, và sau đó tiếp tục kéo dài thêm một đoạn tương tự sẽ đến vị trí của Alpha Virginis.

## Thiên văn học cổ đại
Trong thiên văn học Trung Quốc cổ đại, Alpha Virginis là một phần của sao Giác trong nhị thập bát tú. Cùng với nó còn có ζ Virginis để tạo ra sao Giác này.

## Một số dữ liệu
- Khoảng cách tới Trái Đất: 262 năm ánh sáng
- Loại quang phổ: B1 V
- Vận tốc xuyên tâm: 1 km/s
- Chuyển động đều: 0,053 giây cung/năm
- Độ chói biểu kiến (Thiên Lang (tức Sirius A) = 1): 0,108
- Độ sáng biểu kiến: 0,98
- Độ sáng tuyệt đối: -3,55
- Thông lượng chiếu sáng: 25.000 lần Mặt Trời.